# Land- und Stadtgericht Pleschen

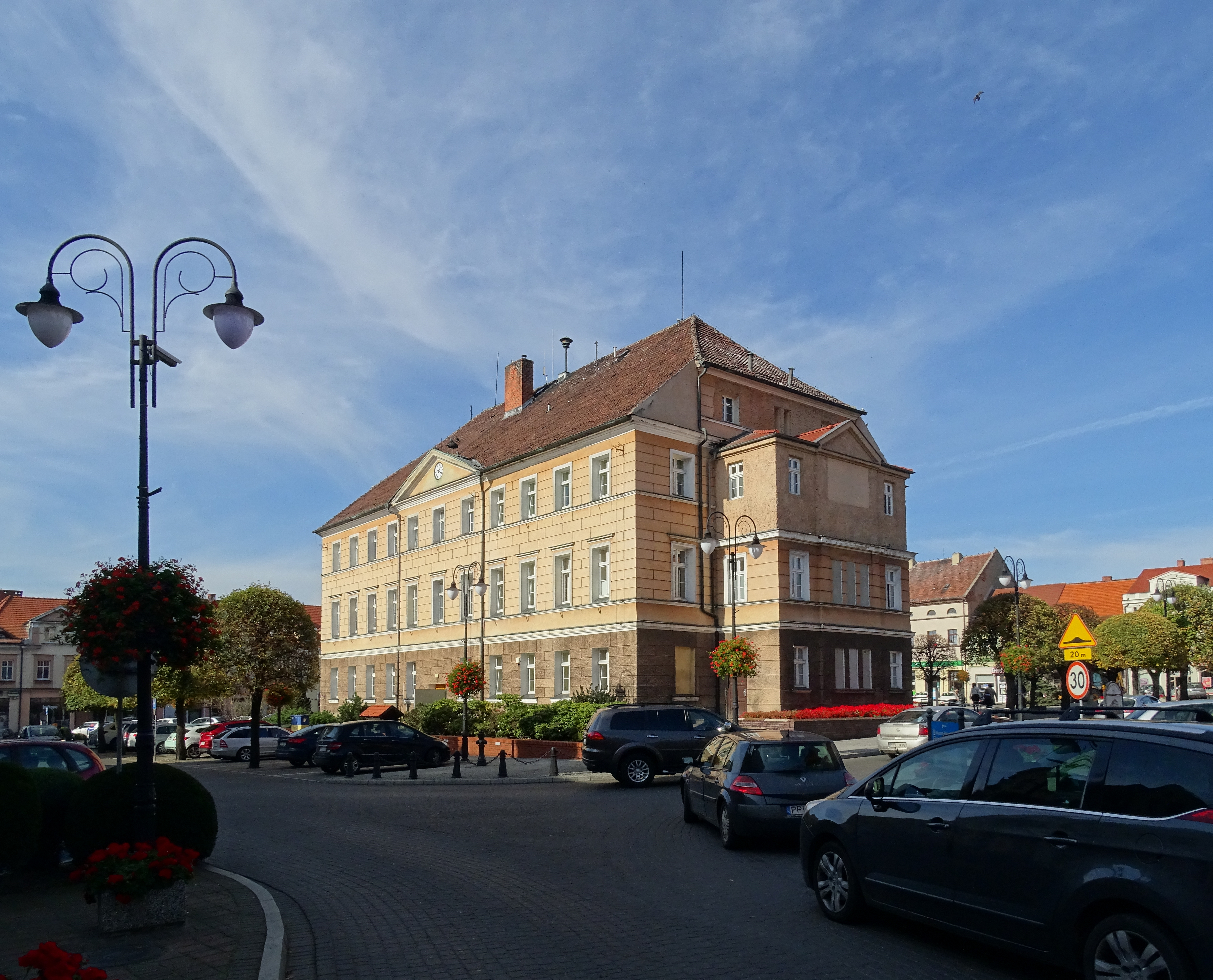
Das 1835 erbaute Rathaus von Pleschen war Sitz des Gerichtes

Das Land- und Stadtgericht Pleschen war von 1834 bis 1849 ein preußisches Land- und Stadtgericht mit Sitz in Pleschen.

## Geschichte
Nach dem Ende der Franzosenzeit wurde die der französische Gerichtsorganisation entsprechende Gerichtsorganisation im Herzogtum Warschau 1815 zunächst von Preußen übernommen. Das Friedensgericht Pleschen wurde fortgeführt und dem Landgericht Posen zugeordnet. 1834 wurde die Gerichtsorganisation geändert und einheitlich Land- und Stadtgerichte gebildet. In dem  – nun verkleinerten – Sprengel des Oberlandesgerichtes Posen bestanden 20 dieser Gerichte, darunter das Land- und Stadtgericht Pleschen.
Das Land- und Stadtgericht Pleschen war für den Kreis Pleschen zuständig. Dazu gehörten die Städte Pleschen mit 4356 Einwohnern (1838), Jarocin mit 1617 Einwohnern, Mieszkowo mit 707 Einwohnern und Neustadt an der Wartha mit 1112 Einwohnern sowie 277 Dorfschaften mit 42.397 Einwohnern. Zusammen gab es damit 50.189 Gerichtseingesessene.
Am Gericht waren ein Direktor, sieben Richter, zehn Subalterne und sechs Unterbeamte beschäftigt. Es war damit ein Land- und Stadtgericht 1. Klasse. Diese wirkten bei wesentlichen Fällen als Kollegialorgan. Das Gericht hatte seinen Sitz im Rathaus.
1849 wurden die Land- und Stadtgerichte aufgelöst und durch Kreisgerichte ersetzt. Damit entstand das Kreisgericht Pleschen im Sprengel des Appellationsgerichts Posen.